# Kolmårdenmarmor

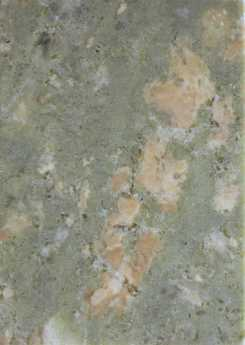
Kolmårdenmarmor

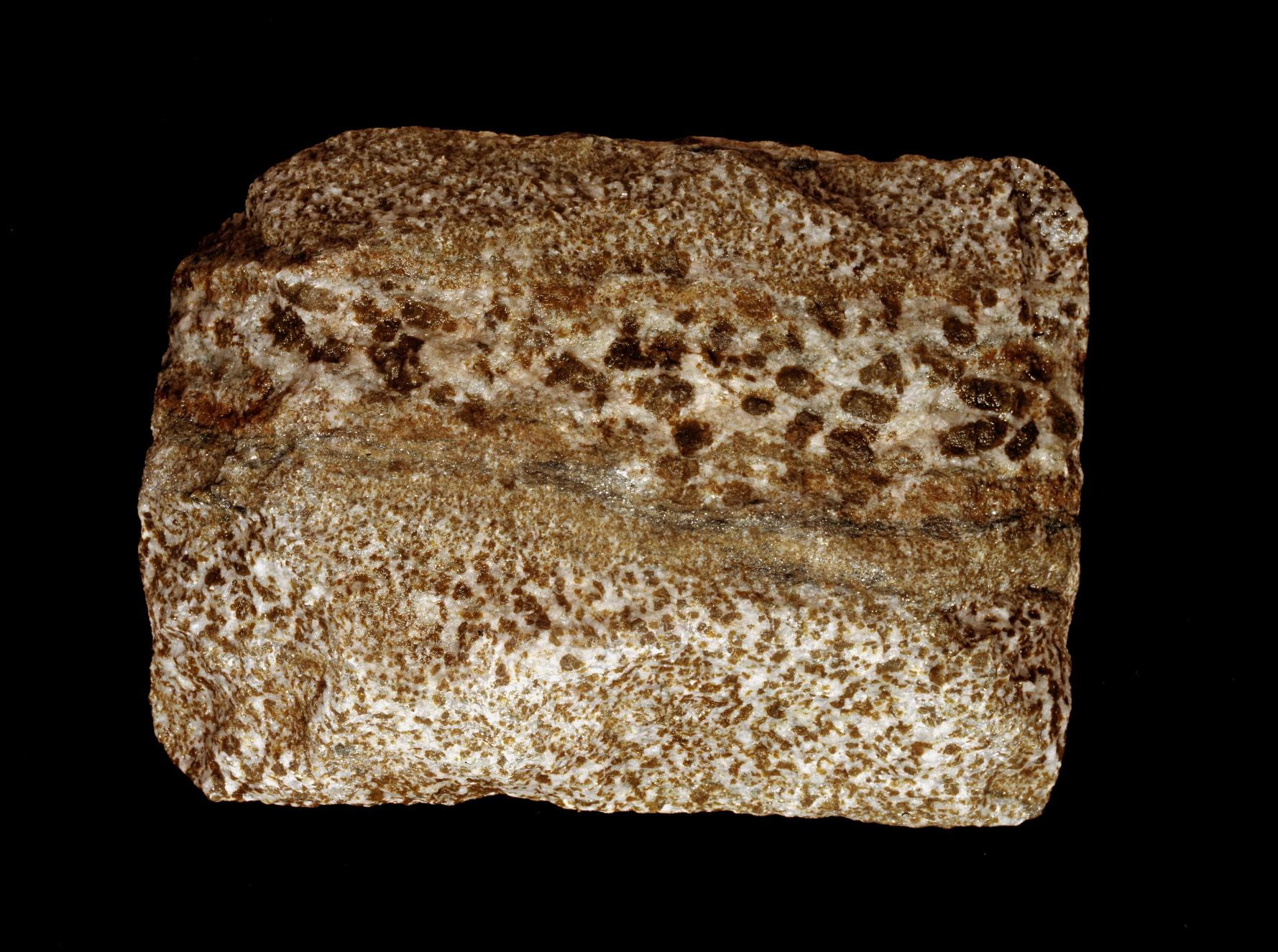
Handstück des Kolmårdenmarmor

Der Kolmårdenmarmor (schwedisch: kolmårdsmarmor) ist ein vorwiegend grüner schwedischer Marmor aus der Landschaft Kolmården in der historischen Provinz Östergötland, südlich von Stockholm. Er besitzt als Dekorationsgestein innerhalb der Architekturgeschichte Schwedens einen besonderen Stellenwert.

## Lagerstätte
Die Lagerstätte besteht aus schmalen und lang gestreckten Falten von überwiegend grün geflecktem Marmor, die von benachbarten Schichten aus Kalkstein und Amphibolitgesteinen begleitet werden. Diese Faltenzüge streichen in Ost-West-Richtung parallel zur Bucht Bråviken und schwenken östlich des Sees Svinsjö um fast 180 Grad wieder in östliche Richtung. Die bekannteste Abbaustelle liegt in der Lokalität Kolmårdens marmorbruk (mitunter nur Marmorbruket genannt), unweit des Ufers zur Meeresbucht. Der Marmor ist Bestandteil proterozoischer Faltungen in Zentralschweden.
Den fast senkrecht einfallenden Marmorschichten folgen die Abbaustellen in der Region. Dadurch entstanden schmale und lang gezogene Graben-Steinbrüche, die heute meist mit Wasser gefüllt sind.

## Petrographie

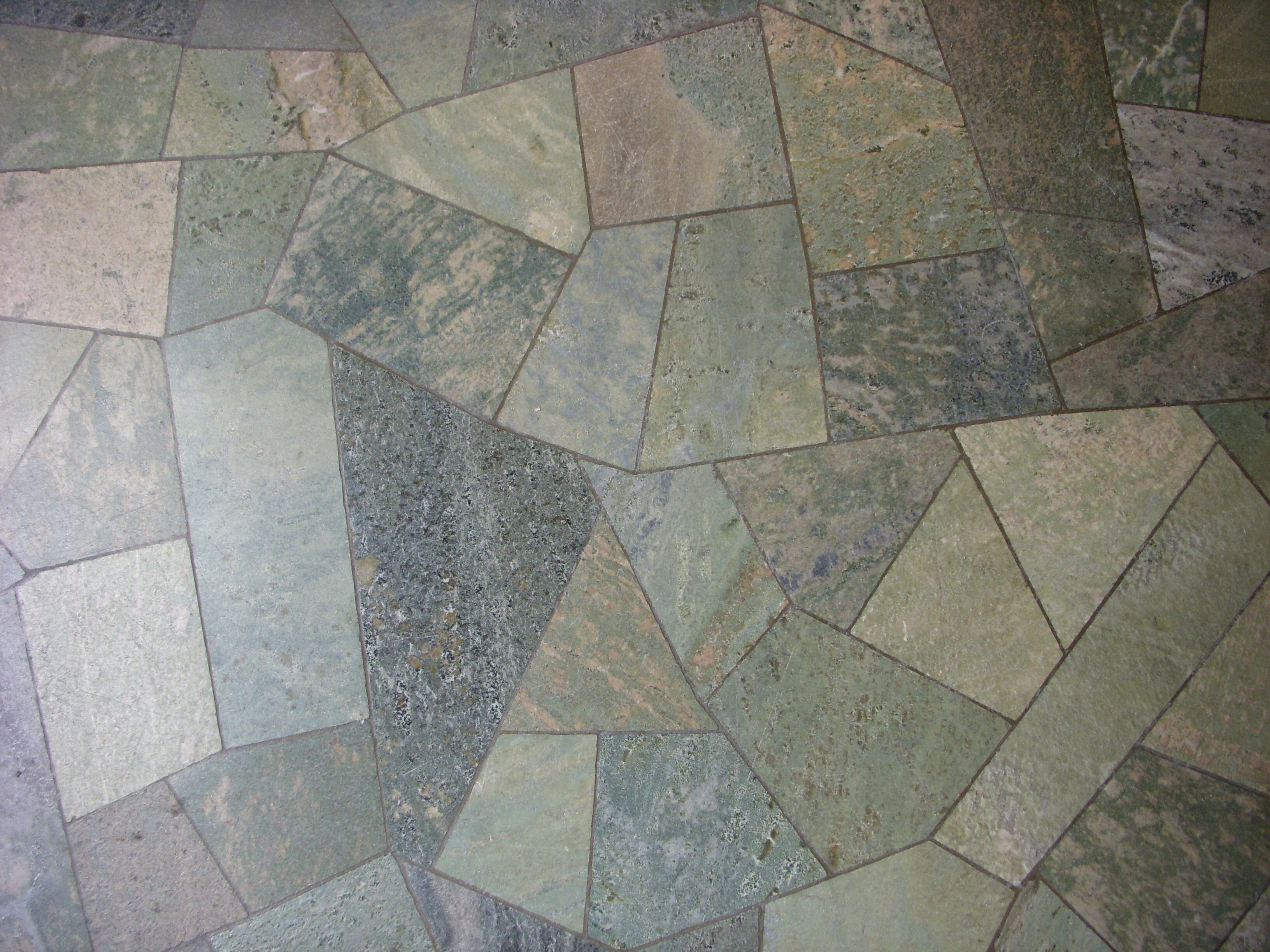
Ein Fußbodendetail aus dem Stockholms stadshus (Eingangstreppe zum Turm) zeigt die Schwankungsbreite in der Textur des Gesteins

Das Gestein besteht aus Calcit und Mineralen der Serpentingruppe. Akzessorische Bestandteile sind Hornblende, Pyroxene und Minerale der Olivingruppe. Die Zusammensetzung des Gesteins ist schwankend. Je nach Mineralanteilen kann bei manchen Abbaustellen auch von Silikatmarmor oder Ophicalcit gesprochen werden.
Die typische Ausprägung dieses Werksteins besteht in seiner hellgrünen Farbe mit beigen oder weißen Flecken und einer Textur mit Richtungsgefüge, teilweise ophiolithisch (schlangenartig) ausgebildet. Der Marmor kann auch dunkelgrüne bis schwarze Einlagerungen enthalten.

## Geschichte
Die Nähe der Lagerstätte zum Ufer der Bucht Bråviken begünstigte von Beginn des Abbaus den Abtransport gewonnener und bereits bearbeiteter Rohstücke und trug auf diese Weise begünstigend zu einer mehr als tausend Jahre andauernden Anwendungsgeschichte bei. Die Steinhauerkunst in der Region Östergötland ist in besonderer Weise durch die alten Taufbecken in einigen Kirchen der Region gut belegt.
Urkundliche Belege für den Abbau gibt es seit dem 16. Jahrhundert. Eine historische und handgezeichnete Karte von S. Ryding aus dem Jahre 1723 zeigt den Steinbruch und seine nahe Umgebung neben einer Kurzbeschreibung des Vorkommens. Sie tangiert ein Privileg zum Abbau aus dem Jahr 1722.
In der Zeit des Barocks und des Klassizismus wird der Marmor als gefragtes Dekorationsgestein in Schlössern des schwedischen Königshauses und des Adels verwendet. Bevorzugt fertigte man daraus Bauteile für Treppenhäuser, Foyers sowie Säulen, Möbelteile und einzelne Kunstgegenstände.
Seit der Mitte vom 19. Jahrhundert nahm durch die Entwicklung des Verkehrswesens und der verbesserten Steinbearbeitungstechnik der überregionale Versand des Kolmårdenmarmors deutlich zu. Die unten aufgeführten Anwendungsbeispiele belegen diese Verbreitung.
Eine der wichtigsten historischen Verarbeitungsstätten lag in Erlandstorp, wo sich auch eine Abbaustelle befand. Dort existierte auch eine alte Marmorsägerei und Polierwerkstatt. Weitere Abbaustellen sind beispielsweise Oxåkersbrott und Holmtorpsbrott. Die schmalen Marmorzüge in der Landschaft Kolmården erzwangen mit der intensiven Nutzung dieses Marmors über mehrere Jahrhunderte die Gewinnung aus vielen kleinen Steinbrüchen.
An der späteren und heute stillgelegten Hauptverarbeitungsstätte Marmorbruket wurde in den Jahren 2007 und 2008 durch interessierte Bürger der Region in den verfallenen Gebäuden ein Marmor-Museum eingerichtet. An dieser Stelle ist bis in das Jahr 1978 Marmor über einen Zeitraum von etwa 700 Jahren gewonnen worden. Gegenwärtig (2008) wird das Gestein durch einen Steinbruchsbetrieb in einer anderen Lokalität der Region abgebaut.

## Anwendungen

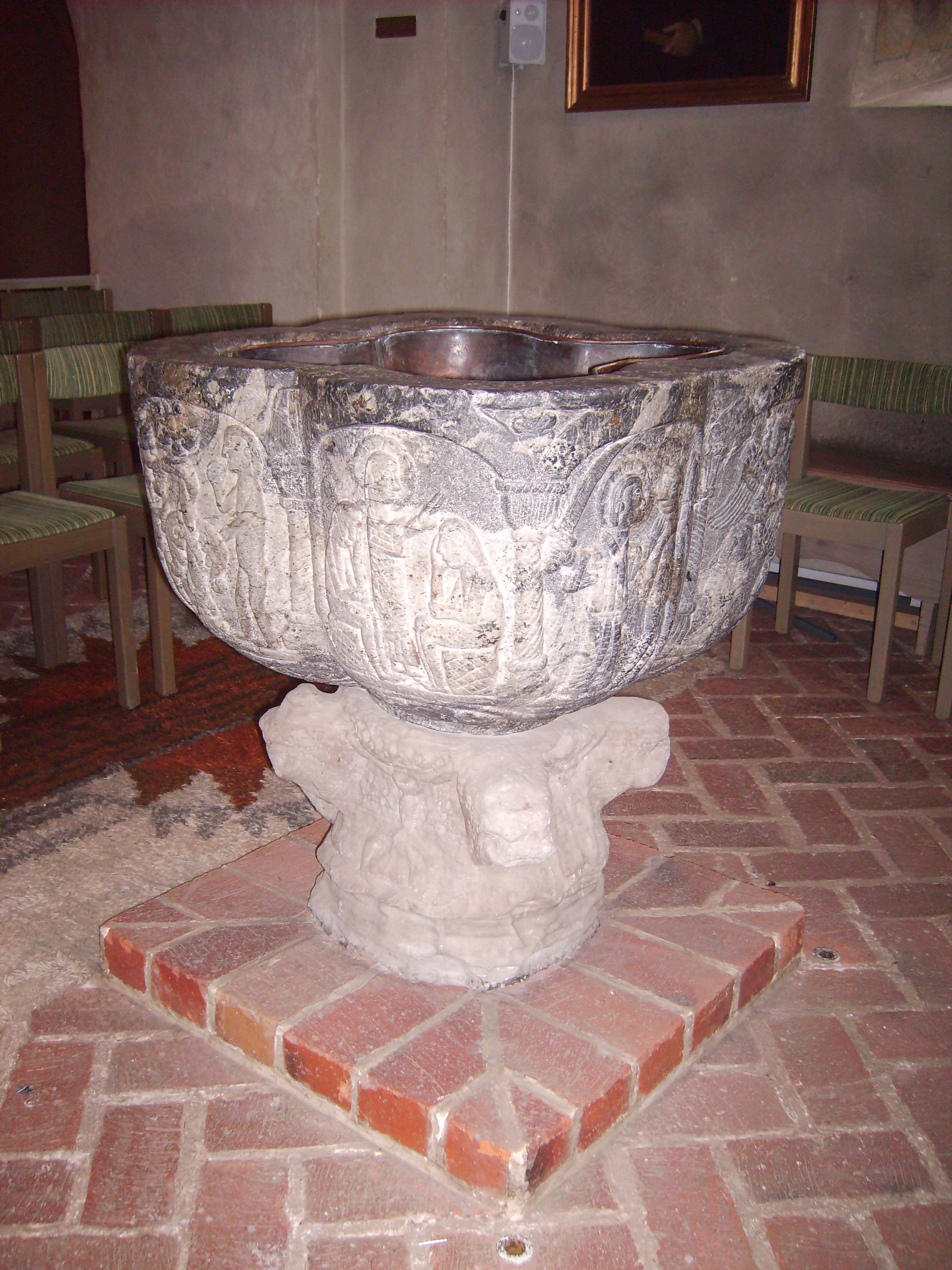
Taufbecken aus Kolmardenmarmor aus dem 13. Jahrhundert (Fuß: gotländischer Sandstein) in der Kirche Östra Eneby von Norrköping

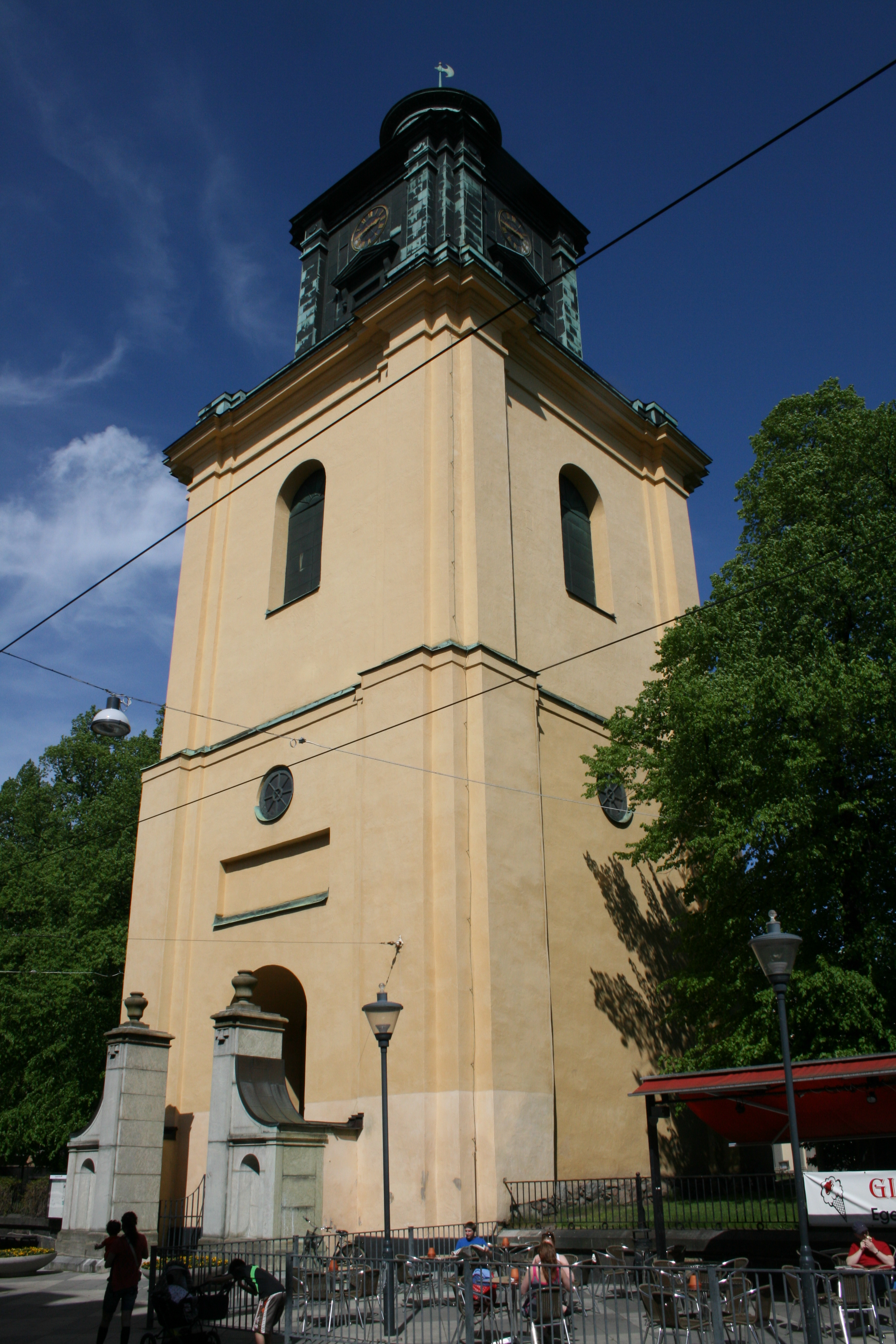
Eingangsportal aus Kolmårdenmarmor am Stadtturm in Norrköping

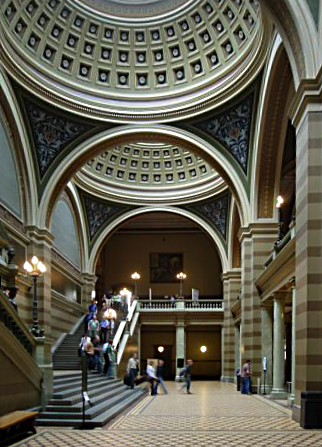
Hauptgebäude der Universität Uppsala, runde Massivsäulen (rechts)

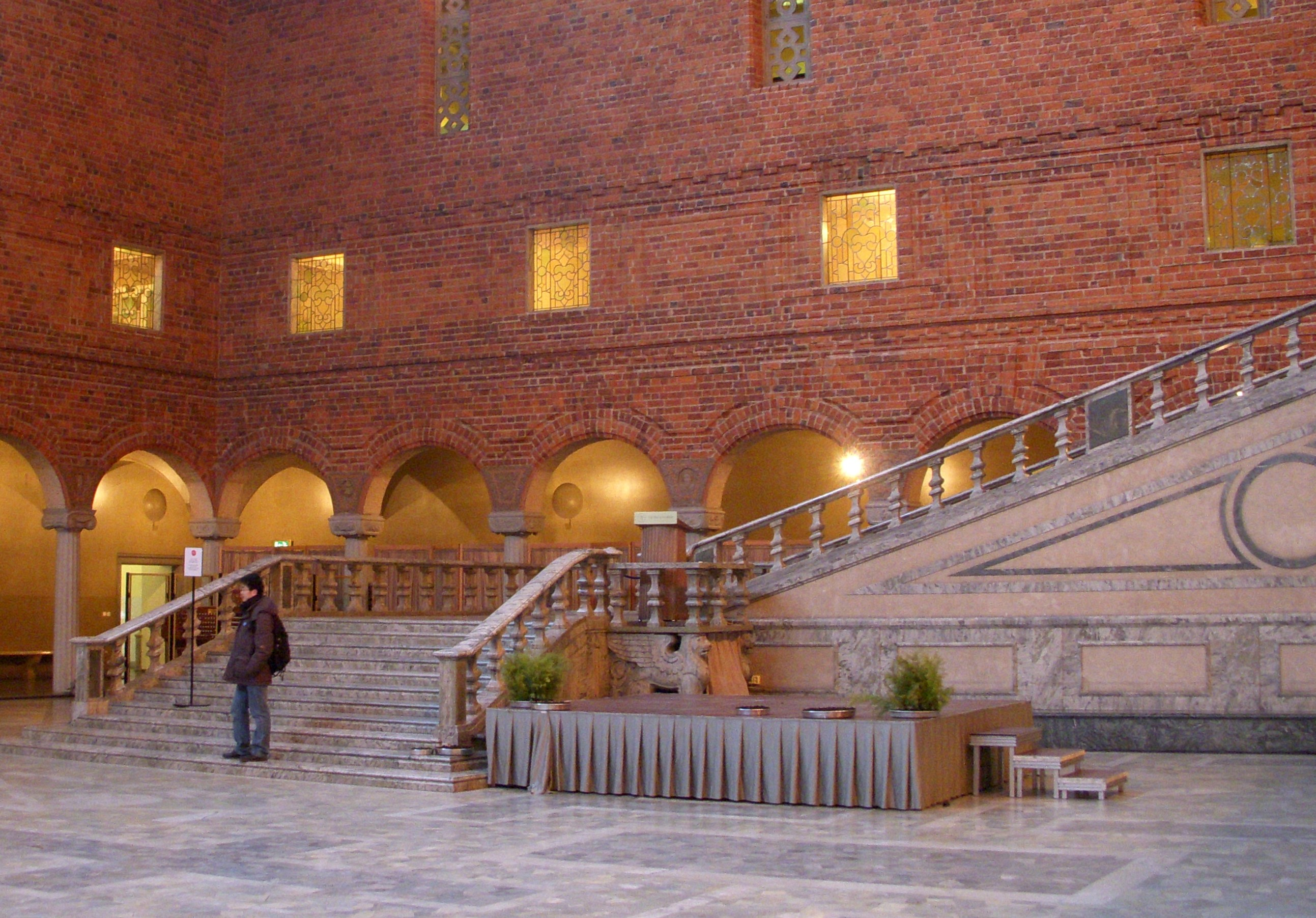
Haupttreppe in der „Blå hallen“ im Stockholms stadshus

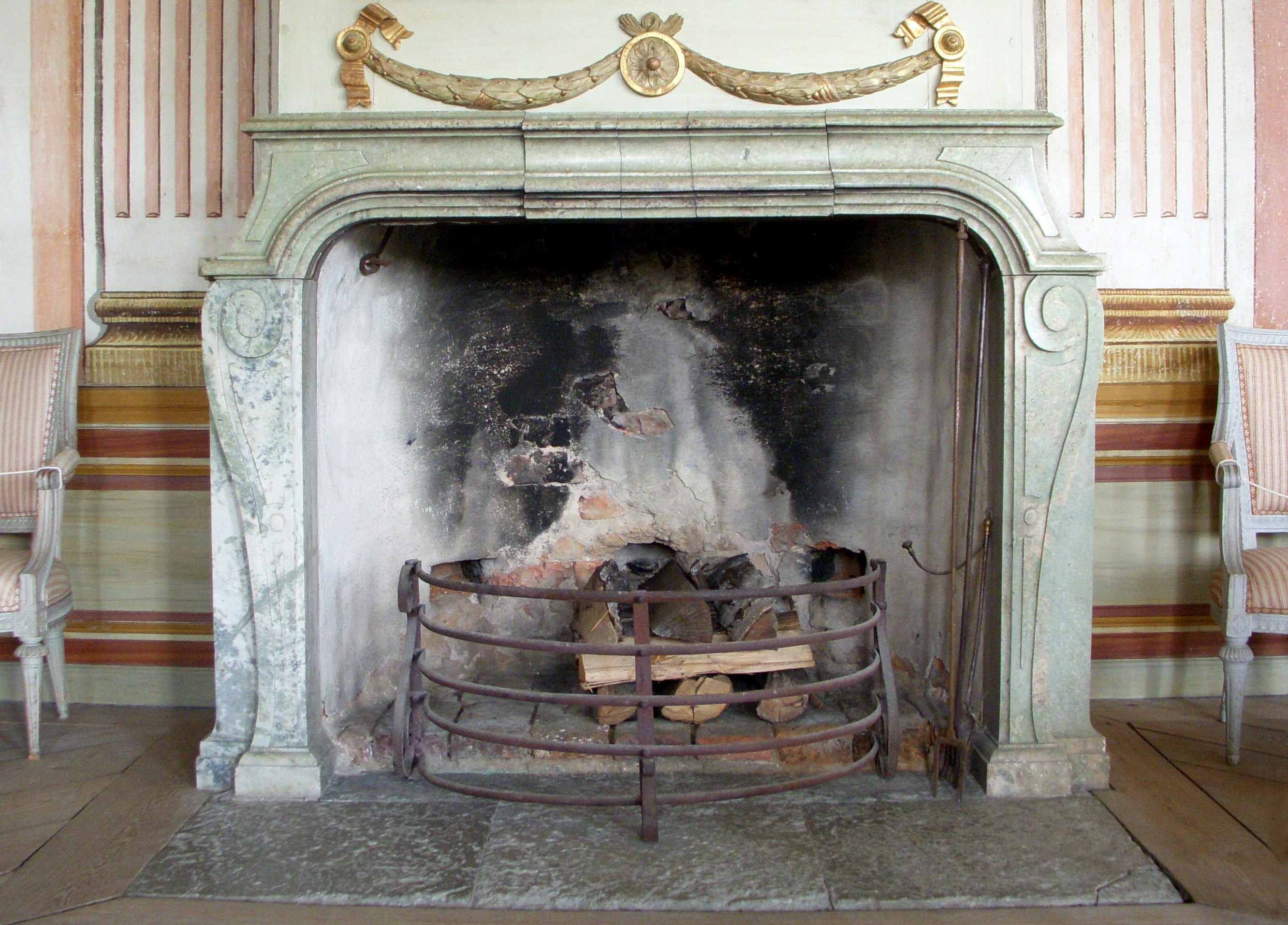
Kaminfassade in Svindersvik

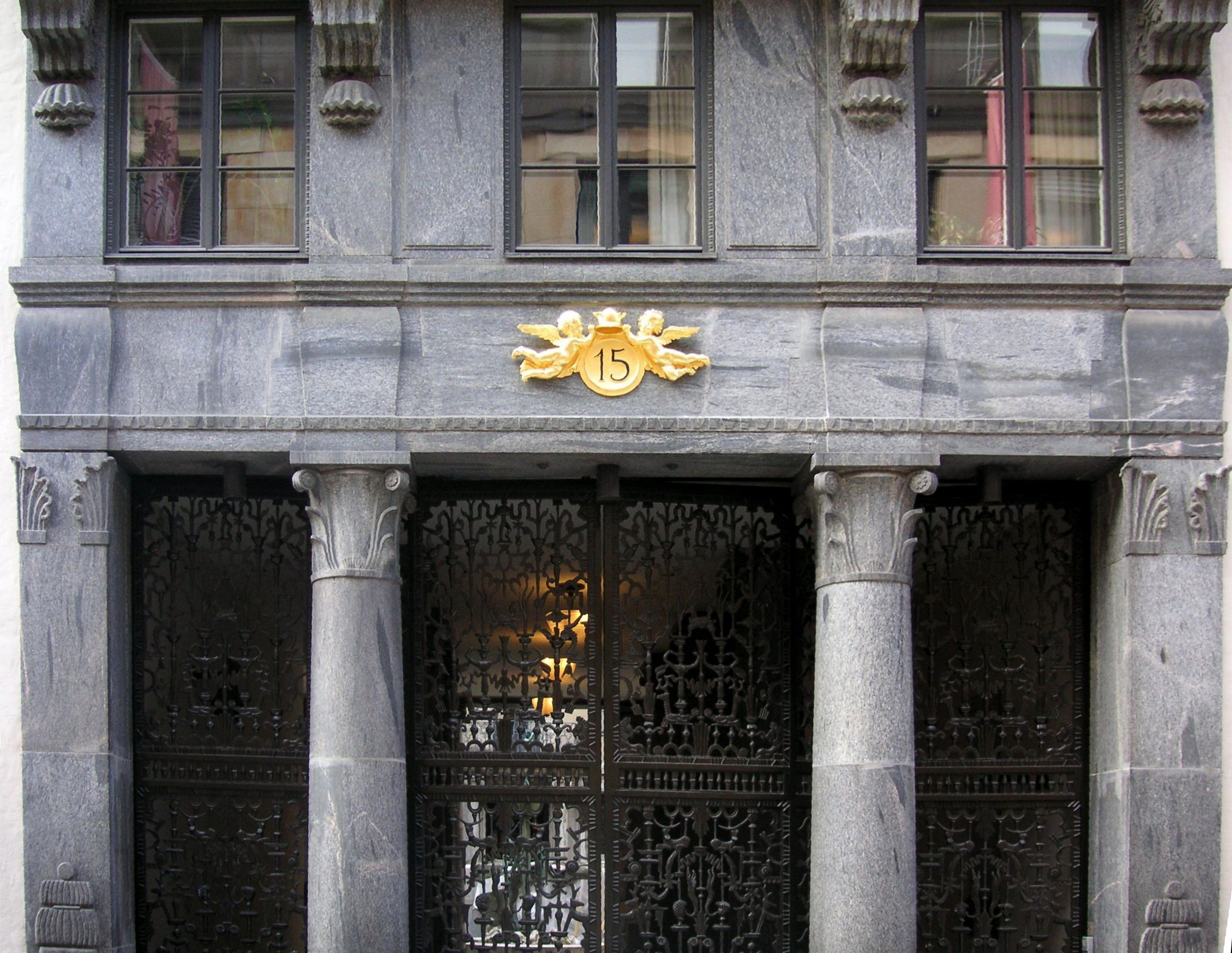
Portal des „Tändstickspalatset“ in Stockholm

Der Kolmårdenmarmor kam unter verschiedenen Bezeichnungen in den Handel. Dazu gehören u. a. die Namen Schwedisch Grün, Kolmården OX, Vert Ringborg, Vert de Sibérie und Kolmården Nature. Er ist überwiegend für dekorative Bauteile, vorrangig im Innenbereich verwendet worden. Auf Grund seiner ungewöhnlichen Farbe fand der Marmor auch internationale Nachfrage, beispielsweise gingen Lieferung in der Mitte des 20. Jahrhunderts nach San Francisco. Gängige Durchschnittsgrößen der Rohblöcke für den Versand waren 2,5 × 1,5 × 1 Meter.
In Schweden galt der Kolmårdenmarmor als erstklassiges Material für alle geeigneten Architekturgestaltungen und künstlerischen Anwendungen. Typische Anwendungsformen sind Wand- und Bodenbeläge, Treppen, Säulen, Portale, Kaminfassaden, massive dekorative Bauteile. Möbelabdeckplatten, Brunnenbecken oder Teile von ihnen sowie historische und moderne Grabmalgestaltungen. Es wurden auch Gebrauchsgegenstände wie Mörser aus diesem Gestein gefertigt.
Für die Werksteingewinnung ungeeignete Gewinnungsreste und geringwertige Lagerstättenbereiche sowie benachbarte Kalksteinlagerstätten nutzte man zur Herstellung von Baukalk. Dazu sind einige Kalköfen errichtet worden.

## Anwendungsbeispiele

### Schweden
Göteborg
- Hochschulgebäude
- Börse
- Gebäude der Skånska Handelsbank

Helsingborg
- Gebäude der Skånska Handelsbank

Landskrona
- Gebäude der Skånes Enskilda Bank

Linköping
- Gebäude der Östergötlands Enskilda Bank

Malmö
- Gebäude der Skånes Enskilda Bank

Norrköping
- St.-Johannes-Kirche, modernes Taufbecken
- Eingangsportal am Stadstornet/Stadtturm
- Gebäude der Norrköping Enskilda Bank
- Standard Hotel

Östra Eneby
- Kirche, Altar (Entwurf: Kurt von Schmalensee, 1955) und altes Taufbecken

Söderköping
- St.-Laurentii-Kirche, Taufbecken aus dem 14. Jahrhundert

Stockholm und Umgebung
- Stockholms slott, Wandbeläge, Sockel, Kaminfassaden, einige Treppenbalustraden, Abdeckplatten auf historischen Möbeln
- Stockholmer Schloss/Stockholms slott, südliche Vorhalle zum Rikssalen
- Rathaus/Stadshus, Treppenanlage in der „Blå hallen“
- Postmuseum, Lilla Nygatan 6, Außenfassade am Haupteingang
- Portal des Gebäudes „Tändstickspalatset“, Västra Trädgårdsgatan 14 (Architekt: Ivar Tengbom), neobarocke Fassade
- Schloss Drottningholm
- Schloss Rosendal
- Schwedisches Nationalmuseum
- Nordiska Museet
- Königliche Oper
- Svindersvik, Kaminfassade

Uppsala
- Universität, Hauptgebäude, Massivsäulen im Foyer

### Ausland

#### Deutschland
Berlin
- Staatsoper Berlin, Apollosaal, Bodenintarsien (Blattwerk) (1832, modernisiert 1924–1928)
- Bristol Hotel
- Victoria Café

Hamburg
- Handelshaus Klosterburg, Glockengießerwall 1 (1903–1904)

#### Frankreich
Paris
- Opéra National de Paris (1875 eröffnet)

#### Großbritannien
Beverley
- Beverley Public Library

Glasgow
- Gebäude der North British Mercantile Insurance Co.

Leeds
- Universität, Bibliothek, Massivsäulen im Lesesaalbereich

London
- Coliseum Theatre (1904 eröffnet)
- Shoreditch Townhall (1866 erbaut, 1902 erweitert)
- Church of St Savior’s
- Hotel Continental (Regentstreet)
- Lyons Popular Café (Piccadilly)

#### USA
New York
- Rockefeller Center (begonnen 1926)